# Рогатка (фильм, 1993)
«Рогатка» (швед. Kådisbellan) — шведско-датская драма 1993 года режиссёра Оке Сандгрена. Фильм является экранизацией автобиографического произведения Роланда Шутта и описывает испытания и триумф еврейского мальчика, воспитываемого в духе социализма.

## Сюжет
Автобиографический фильм, рассказывающий о жизни в Швеции в первой четверти XX века. Юный Роланд живёт в Стокгольме 1920-30-х годов со своей матерью-еврейкой, отцом-социалистом и братом-боксёром. Его мать продаёт презервативы, что в то время было противозаконно. Роланд тайком ворует их, чтобы надувать или мастерить рогатки, которые он затем продаёт. Своими действиями Роланд привлекает внимание школьного учителя, который всегда с готовностью проследит, чтобы мальчика наказали за проступки.

## В ролях
- Йеспер Сален — Роланд Шутт
- Стеллан Скарсгард — Фритьоф Шутт, продавец табака, отец Роланда
- Бася Фрюдман — Зипа Шутт, мать Роланда
- Никлас Улунд — Бертиль Шутт, старший брат Роланда
- Эрнст-Хуго Йерегорд — магистр Лундин
- Рейне Брюнольфссон — Хинке Бергегрен
- Фрида Халльгрен — Маргит
- Аксель Дюберг — комиссар Йиссле
- Инг-Мари Карлссон — Карин Адамссон
- Эрнст Гюнтер — учитель
- Тумас Нурстрём — тренер по боксу
- Хайнц Хопф — продавец обуви
- Tommy Johnson — рабочий завода
- Margreth Weivers — медсестра
- Carl Magnus Dellow — полицейский
- Рольф Лассгорд — заключённый
- Виктор Фриберг — Андерссон
- Пер Сандберг — социалист
- Кеннет Сёдерман — учитель
- Клас Хартелиус — клиент
- Роланд Хедлунд

## Интересные факты
- Сюжет фильма основан на романе «Kådisbellan» Роланда Шутта. Премьера «Рогатки» состоялась 24 сентября 1993 года.
- В 1994 году фильм был удостоен кинопремии «Золотой жук» в номинации «за лучший фильм».